# Palicourea gardenioides
Palicourea gardenioides är en måreväxtart som först beskrevs av Michael Joseph François Scheidweiler, och fick sitt nu gällande namn av William Botting Hemsley. Palicourea gardenioides ingår i släktet Palicourea och familjen måreväxter. Inga underarter finns listade i Catalogue of Life.